# Harjavalta
 Harjavalta é um município da Finlândia.
Está localizado na província da Finlândia Ocidental, e faz parte da sub-região de Satakunta. A cidade tem uma população de 7 516 habitantes (estimativas de março de 2010) , e abrange uma área de 127,76 km², dos quais 123,47 km² é constituído por água. A densidade populacional é de 60,87 hab/km². 
A cidade é mais conhecida por abrigar indústrias de cobre e níquel. O rio Kokemäenjoki atravessa a cidade. O município é unilinguisticamente finlandês. 